# Lamoille megye
Lamoille megye az Amerikai Egyesült Államokban, azon belül Vermont államban található. Megyeszékhelye Hyde Park, legnagyobb városa Morristown. Lakosainak száma 25 945 fő (2020. április 1.). Lamoille megye Orleans, Caledonia, Washington, Chittenden és Franklin megyékkel határos.

## Népesség
A megye népességének változása:
| Lakosok száma | 24 517 | 24 659 | 24 912 | 25 067 | 25 235 | 25 945 |
|               | 2010   | 2011   | 2012   | 2013   | 2015   | 2020   |